# Фикционализм
Фикционализм (от лат. fictio — выдумка, вымысел) — направление в философии, утверждающее, что научные и философские идеи и понятия являются фикциями, произвольно создаваемыми для упорядочения наших ощущений и регулирования поступков. Согласно фикционализму утверждения, которые кажутся описаниями мира, не должны истолковываться как таковые, а вместо этого должны пониматься как случаи «притворства», попытки трактовать что-либо буквально как истинное («полезный вымысел»).

## Концепция
Фикционализм состоит, по крайней мере, из следующих трёх тезисов:
1. Заявления, сделанные в области дискурса, считаются соответствующими истине; то есть правда или ложь
2. Область дискурса следует интерпретировать буквально, а не сводить к чему-то другому.
3. Целью дискурса в любой данной области является не истина, а другое, например, простота, объём объяснения.

Двумя важными направлениями фикционализма являются модальный фикционализм, разработанный американским философом Гидеоном Розеном, в котором утверждается, что возможные миры, независимо от того, существуют они или нет, могут быть частью полезного дискурса, и математический фикционализм, отстаиваемый американским философом Хартри Филдом.
Модальный фикционализм признан дальнейшим усовершенствованием основного фикционализма, поскольку он считает, что представления возможных миров в текстах являются полезными фикциями. Концептуализация объясняет, что это описательное теоретизирование того, что на самом деле представляет собой такой текст, как Библия. Это связано с лингвистическим эрзацизмом в том смысле, что оба являются представлениями о возможных мирах.
С другой стороны, фикционализм в философии математики утверждает, что разговоры о числах и других математических объектах — не более чем удобный метод для занятий наукой. Согласно Филду, нет никаких оснований считать истинными части математики, которые включают ссылки или количественную оценку. В этом дискурсе математическим объектам присваивается тот же метафизический статус, что и литературным персонажам, таким как Макбет.
Также в метаэтике есть эквивалентная позиция, называемая моральным фикционализмом (поддерживаемая Ричардом Джойсом). На многие современные версии фикционализма повлияли работы американского философа Кендалла Уолтона в области эстетики.